# Above the Law
Above the Law — хип-хоп группа из Помоны, Калифорния, созданная Cold 187um в 1989 году. Cold 187um является основателем музыкального стиля джи-фанк, изначальная музыкальная концепция которого была несколько переработана и популяризирована Dr. Dre.
В 1989 году группа была подписана к Ruthless Records, под которым выпустила четыре своих альбома. В 1995 году, после смерти Eazy-E — одного из основателей лейбла Ruthless Records, группа перешла под знамёна Tommy Boy Records, после чего было выпущено два студийных альбома — «Time Will Reveal» и «Legends». В 1999 году Шуг Найт подписал группу к Death Row Records на три года. За это время группа не выпустила ни одного альбома, за исключением одного трека к альбому-сборнику Too Gangsta for Radio. Последний их альбом на данный момент, «Sex, Money & Music», выпущен под лейблом Beatology Records.

## Дискография
| Livin' Like Hustlers - Выпущен: 22 февраля 1990 - Billboard 200: #75 - Синглы: «Murder Rap», «Untouchable»             |
| Vocally Pimpin' - Выпущен: July 16 1991 - Billboard 200: #120 - Синглы: «4 the Funk of It»                             |
| Black Mafia Life - Выпущен: 3 февраля 1992 - Billboard 200: #37 - Синглы: «Call It What U Want», «V.S.O.P.»            |
| Uncle Sam's Curse - Выпущен: 10 июля 1994 - Billboard 200: #113 - Синглы: «Black Superman», «Kalifornia»               |
| Time Will Reveal - Выпущен: 22 октября 1996 - Billboard 200: #80 - Синглы: «100 Spokes», «City of Angels», «Endonesia» |
| Legends - Выпущен: 16 февраля 1998 - Billboard 200: #142 - Синглы: «Adventures of», «The Streets»                      |
| Forever: Rich Thugs, Book One - Выпущен: 26 октября 1999 - Billboard 200: #104 - Синглы:                               |
| Sex, Money & Music - Выпущен: 27 февраля 2009 - Billboard 200: — - Синглы: «Sex, Money & Music»                        |